# Parasophronicomimus ruber
Parasophronicomimus ruber là một loài bọ cánh cứng trong họ Cerambycidae.